# Prockia flava
Prockia flava är en videväxtart som beskrevs av Karst.. Prockia flava ingår i släktet Prockia och familjen videväxter. Inga underarter finns listade i Catalogue of Life.